# 古尔让
古尔让是巴西帕拉伊巴州的一个市镇。总面积343.21平方公里，总人口2985人，人口密度8.7人/平方公里。